# Pedro Rodríguez de Campomanes

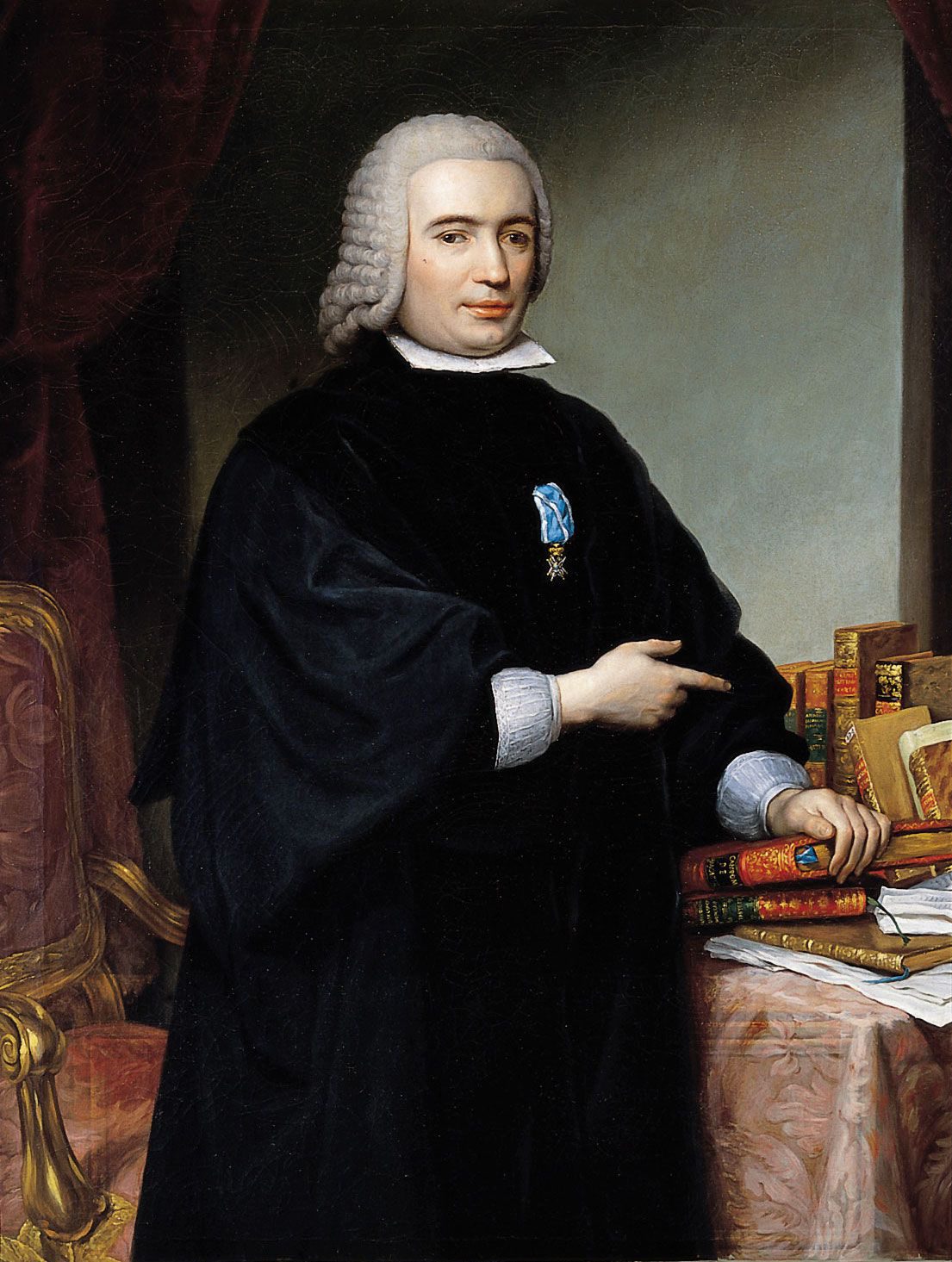
Porträt von Pedro Rodríguez de Campomanes

Pedro Rodríguez de Campomanes y Pérez, primer conde de Campomanes (* 1. Juli 1723 in Santa Eulalia de Sorribas (Tineo in Asturien); † 3. Februar 1802 Madrid) war ein spanischer Staatsmann, Wirtschaftsreformer, Historiker und Übersetzer.

## Leben und Wirken
Er entstammte einer armen Hidalgofamilie. Seine Eltern waren Pedro Rodríguez Campomanes (* 1688) und María Pérez Fernández. De Campomanes hatte eine ältere Schwester die Josefa de Rodríguez Campomanes y Pérez (* 1721).
Zunächst begann er seine Studien in Santillana del Mar. Mit fünfzehn Jahren kehrte er und seine übrige Familie nach Cangas de Narcea in Asturien zurück. Möglicherweise studierte er zuerst Rechtswissenschaften in Oviedo, bevor er nach Sevilla ging, um dort seinen Bachelor-Abschluss in öffentlichem Recht und kanonischem Recht, bachiller en leyes y cánones zu erwerben. Ab dem Jahre 1742 arbeitete de Campomanes in Madrid bei zwei renommierten Anwaltskanzleien, wo er seine juristische Ausbildung umfassend vertiefen konnte.
Hier in Madrid heiratete er seine zukünftige Ehefrau und Mutter seiner drei Kinder die geborene Manuela de Sotomayor Amarilla y Amaya (* 1760). Ihre Tochter war Josefa Rodríguez de Campomanes und die Söhne waren Pedro Rodríguez de, Conde Campomanes (1723–1802) und Francisco Rodríguez de Campomanes.
Er war über die juristischen Fragen hinaus vielseitig interessiert, besonders beschäftigte er sich mit Sprachen, so dem Französischen, Griechischen, Italienischen, Latein, Arabisch und Hebräisch, welche er zu lernen begann. Zur gleichen Zeit führten ihn seine historischen Studien zu der Publikation „Disertaciones históricas de la Orden y Caballería de los Templarios“ (1747).
Viele der unter Karl III. von Spanien eingeleiteten Reformen entstanden unter der Mitwirkung von de Campomanes. Als Unterstützer der Lehren der Physiokraten, suchte er etwa die spanische Wirtschaft von ihren feudalen Beschränkungen zu befreien, er setzte sich für die Einführung des freien Handels mit Getreide ein und versuchte Erleichterung für den gegenseitigen Handel mit den Kolonien zu schaffen.
Bezüglich der wirtschaftlichen Fragen wurde auf seine Initiative hin im Jahre 1775 die Organisation Real Sociedad Económica de Madrid gegründet. Sie war eine von vielen derartiger Vereinigungen, die das Ziel hatten die wirtschaftliche Situation Spaniens auch auf der Basis eines aufklärerischen Denkens, also die Entwicklung und Verbreitung von Industrie, Landwirtschaft und Handel zu fördern sowie Wissenschaft und Kultur mehr Untertanen zugänglich zu machen.
Seit 1784 war er Mitglied der American Philosophical Society.

## Werke (Auswahl)
- Dissertaciones históricas del orden, y Cavallería de los templarios, o resumen historial de sus principios, fundación, instituto, progressos, y extinción en el Concilio de Viena. Y un apéndice, o suplemento, en que se pone la regla de esta orden, y diferentes Privilegios de ella, con muchas Dissertaciones, y Notas, tocantes no solo à esta Orden, sino à las de S. Juan, Teutonicos, Santiago, Calatrava, Alcantara, Avis, Montesa, Christo, Monfrac, y otras Iglesias, y Monasterios de España, con varios Cathalogos de Maestres. Madrid: Oficina de Antonio Pérez de Soto 1747
- Bosquejo de política económica española, delineado sobre el estado presente de sus intereses 1750
- Antigüedad Marítima de la República de Cartago, con el Periplo de su General Hannon, traducido del Griego, e ilustrado por D. Pedro Rodríguez Campománes, Abogado de los Consejos, Asesor General de los Correos y Postas de España etc. Madrid: Imprenta de Antonio Perez de Soto 1756
- Memorial del Principado de Asturias, sobre los agravios de las operaciones hechas por los Comisionados para regular la quota correspondiente á la Única Contribución.  1757
- Itinerario de las Carreras de Posta dentro y fuera del Reyno, que contiene también las Leyes y Privilegios con que se gobiernan en España las Postas, desde su establecimiento. Y una noticia de las especies corrientes de Moneda extrangera, reducidas á la de España, con los precios á que se pagan las Postas en los varios Países. Madrid: Imprenta de Antonio Perez de Soto, 1761
- Noticia geográfica del Reyno y caminos de Portugal Madrid: Joaquín Ibarra, 1762
- Resumen del expediente de la policía relativa a los Gitanos, para ocuparles en los exercicios de la vida civil del resto de la nación. 1763
- Respuesta fiscal sobre abolir la tasa y establecer el comercio de granos. 1764
- Dictamen fiscal de la expulsión de los jesuitas de España
- Memorial Ajustado, hecho de orden del Conejo pleno, á instancia, de los Señores Fiscales, del Expediente consultivo visto por remision de S. Al. á él, sobre el contenido, y expresiones de diferentes Cartas del R. Obispo de Cuenca Don Isidro de Carvajal y Lancaster. Madrid: Oficina de Joaquín Ibarra.